# Foca tacada
La foca tacada (Phoca largha) és una espècie de pinnípede que viu al glaç i les aigües de l'oceà Pacífic septentrional i mars adjacents. Es troba sobretot als mars de Beaufort, dels Txuktxis, de Bering i d'Okhotsk, a més del nord del mar Groc i l'oest del mar del Japó.